# 董曆
董曆（？—？），字敬之，號宇恒，湖廣承天府沔陽州景陵縣人，軍籍，明朝政治人物。

## 生平
萬曆十六年（1588年）戊子科湖廣鄉試第四名舉人，二十三年（1595年）中式乙未科會試第一百三十八名，三甲第四十三名進士。戶部觀政，授富順縣知縣，性謙沖，躬謹慎，若不勝衣，然洞悉利弊，勇決有為。其釐定鹽政，戢弭盜賊，均有古良吏風，一時民風士習多所裨益。未幾，丁憂去職，縣人惋惜。

## 家族
曾祖董承德；祖父董遠；父董永祿，壽官。母舒氏；繼母劉氏。嚴侍下。妻夏氏。子董名儒、董胤儒、董世儒、董鴻儒、董真儒。